# Harry Potter e il principe mezzosangue (videogioco)
Harry Potter e il principe mezzosangue è un videogioco sviluppato da EA Bright Light Studio e pubblicato da Electronic Arts per PlayStation 3, PlayStation 2, Xbox 360, Microsoft Windows, Nintendo Wii, PlayStation Portable, Nintendo DS e macOS, ispirato all'omonimo film. Il videogioco è stato distribuito il 30 giugno 2009 in Nord America, il 11 settembre 2009 in Giappone il 3 luglio 2009 in Europa e il 2 luglio 2009 in Australia. Inoltre è l'ultimo della saga uscito per PlayStation 2.

## Trama
Dopo aver trascorso appena due settimane dai Dursley, Harry viene prelevato da Silente in persona. Quest'ultimo avverte Harry che quest'anno dovrà partecipare a degli incontri privati con lui. Una volta tornato a Hogwarts, Harry comincia a seguire le lezioni di pozioni del professor Lumacorno utilizzando un vecchio libro di testo appartenuto al misterioso Principe Mezzosangue che si rivela essere molto prezioso. Infatti, il principe non solo è un esperto pozionista, ma è anche abile con gli incantesimi di magia oscura. Harry decide di servirsi dei suoi consigli per diventare lo studente più bravo in pozioni e per imparare nuovi incantesimi di difesa, mentre nel frattempo si incontra regolarmente con il saggio preside per fare un tuffo nel passato del temibile Lord Voldemort.

## Sviluppo
- Produttore - Justin Manning
- Produttore esecutivo - Jonathan Bunney
- Game designer - Chris Roberts
- Compositore - James Hannigan

## Modalità di gioco
Nella versione del gioco per console Wii è possibile utilizzare il Wii Mote come nel precedente capitolo, permettendo di creare pozioni, duellare e giocare a Quidditch. Tuttavia, non è supportato il nuovo Wii Motion Plus, rilasciato lo stesso mese del videogioco. La versione per Nintendo DS include minigiochi come Gobbiglie e SparaSchiocco. Di nuovo si utilizzerà lo stilo per i duelli tra maghi, la creazione di pozioni e il Quidditch. La versione per PlayStation 3 include la funzione di vibrazione per il DualShock 3. Le versioni del gioco per PlayStation 2, PC e Xbox 360 utilizzano le stesse funzioni del gioco precedente. La versione PC non include la modalità duello multigiocatore.

## Distribuzione
Quando il gioco è stato annunciato nell'aprile 2008, doveva uscire insieme al film il 21 novembre 2008, ma è stato confermato in agosto 2008 che il gioco è stato rimandato per otto mesi. Dopo è stato confermato che il gioco esce a luglio 2009 con la coincidenza dell'uscita del film. Electronic Arts conferma il 14 maggio 2009 che il gioco esce il 30 giugno 2009.

## Accoglienza
IGN ha dato un 7.7 sulla recensione per PlayStation 3 e Xbox 360 e per la versione Microsoft Windows un 7.5, ed ha detto: "Harry Potter e il principe mezzosangue mi è piaciuto di più del suo predecessore ed è un gioco molto divertente". GamePro ha ammesso che la versione del Nintendo Wii è un divertente "gioco per giocare, ma ha un prezzo che il gioco non merita".

## Colonna sonora
Harry Potter and the Half-Blood Prince Video Game Soundtrack è la colonna sonora utilizzata per il videogioco. È stata composta da James Hannigan ed è stata registrata dalla Philharmonia Orchestra presso gli Air Studios a Londra. Il disco, pubblicato il 17 marzo 2009, contiene 29 tracce.

### Tracce
1. Return to Hogwarts – 3:25
2. Quidditch Tryouts – 1:31
3. Wandering Night – 2:44
4. Race Ginny – 3:02
5. Duelling Club – 2:04
6. Mixing Potions – 1:58
7. Slytherin Combat – 2:21
8. Slughorn – 0:39
9. Hogwarts by Night – 1:45
10. Quidditch – 3:30
11. Get to Potions – 1:49
12. Get to Quidditch – 1:20
13. Fred and George Return – 1:28
14. Wandering Day 5 – 1:05
15. Lovesick Ron – 2:49
16. The Boathouse at Night – 2:49
17. Wandering Stealth – 2:19
18. Loss at Hogwarts – 1:09
19. Bellatrix – 1:17
20. Fenrir Battle – 1:13
21. Wandering Day 4 – 1:35
22. Chase Draco – 1:07
23. More Potions – 1:37
24. Exploring with Luna – 2:29
25. Wandering Day 3 – 1:47
26. Wandering Day 1 – 0:54
27. The Final Battles – 3:41
28. Sadness at Hogwarts – 2:00
29. Friendship Theme – 2:14